# Kongoflösselhecht
Der Kongoflösselhecht (Polypterus congicus (Syn.: P. endlicherii congicus)) ist ein Süßwasserfisch aus der Familie der Flösselhechte (Polypteridae), der in Zentralafrika im größten Teil des Kongobeckens und in den Mündungsgebieten der aus westlicher Richtung in den Tanganjikasee strömenden Flüsse vorkommt, außerdem in Sümpfen und Lagunen am Westufer des Sees, selten auch im See selber. Die Art fehlt im südlichen Kongobecken, dem Mweru-Luapula-Bangweulu-System.

## Merkmale
Polypterus congicus wird maximal 97 cm lang und kann ein Maximalgewicht von 4,4 kg erreichen. Der mit in schrägen Reihen angeordneten Ganoidschuppen bedeckte, langgestreckte Körper ist in den vorderen zwei Dritteln im Querschnitt annähernd rund. Das letzte Körperdrittel ist seitlich abgeflacht. Die Fische sind auf der Rückenseite grau gefärbt, die Bauchseite ist heller und gelblich. Auf den Körperseiten befinden sich sechs bis neun dunkle Querbänder. Die Flossen zeigen schwach sichtbare dunkle Punkte. Der Unterkiefer der Fische ist etwas länger als der Oberkiefer und steht vor. Polypterus congicus hat 55 bis 59 Schuppen in einer Reihe entlang der Seitenlinie, 46 bis 52 Schuppen in einer Reihe rund um den Körper, 11 bis 16 Schuppen vor dem ersten Flössel und 11 bis 15 Schuppen zwischen Schädel und erstem Flössel. Die Anzahl der Rückenflössel liegt bei 12 bis 15. Die Afterflosse wird von 12 bis 15 Flossenstrahlen gestützt. Die Brustflossen reichen bis zum ersten Flössel.
Wie alle Flösselhechte ist Polypterus congicus eine bodenbewohnende Fischart, die über die als Lunge dienende Schwimmblase auch Luft atmen kann.